# Mathilde Vollmoeller-Purrmann

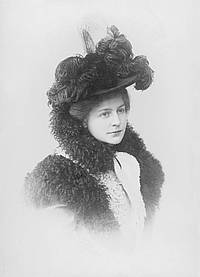
Mathilde Vollmoeller, 1898

Mathilde Vollmoeller-Purrmann (* 18. Oktober 1876 in Stuttgart; † 16. Juli 1943 in München) war eine deutsche Malerin der Moderne. Sie war ab 1912 die Ehefrau des Malers Hans Purrmann.

## Leben und Werk

### Familie und Herkunft

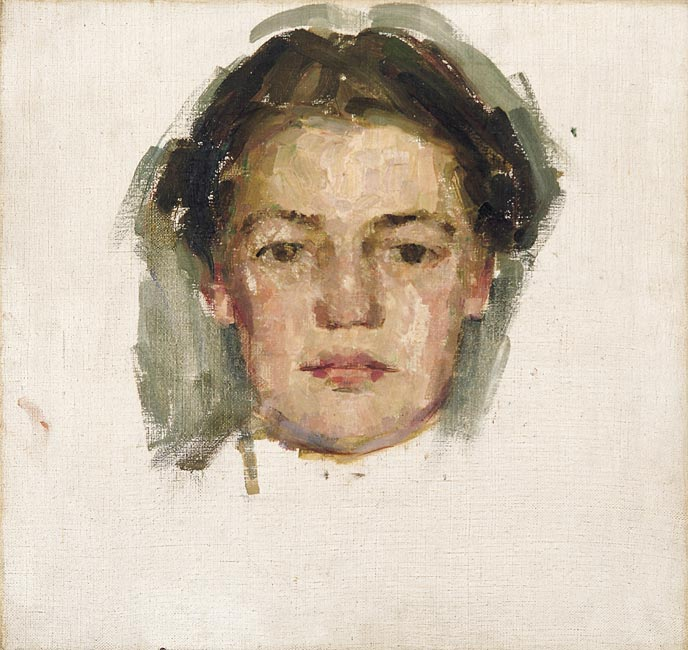
Sabine Lepsius: Mathilde Vollmoeller, um 1900

Mathilde Vollmoeller entstammte einer Familie evangelischer Theologen, Wissenschaftler und Unternehmer. Ihr Vater, Kommerzienrat Robert Vollmöller, gründete eines der größten deutschen und europäischen Textilunternehmen seiner Zeit; er gehörte zu den Pionieren einer sozialen Marktwirtschaft, die die Interessen der Arbeitnehmer gleichberechtigt neben die der Unternehmer stellte. Um die Jahrhundertwende wurde sein soziales Wirken in vielen Zeitschriften und Büchern hervorgehoben. Ihre Mutter, Emilie Vollmöller, geborene Behr, war eine engagierte Vertreterin der christlichen Sozialethik und stand für Gleichberechtigung und Frauenemanzipation. Gemeinsam mit ihrem Mann gründete sie einige vorbildliche soziale Einrichtungen im heutigen Stuttgart-Vaihingen, so das „Emilienheim“ und den „Filderhof“, der noch heute als Altenheim existiert.
Mathilde Vollmoeller war das dritte von zehn Kindern:
- Rudolf W. Vollmoeller, Unternehmer;
- Anna;
- Karl Gustav Vollmoeller, Dichter und Filmautor;
- Marta Müller, geb. Vollmöller (1883–1955), Anfang des 20. Jahrhunderts eine der ersten Abiturientinnen Württembergs und eine der vier ersten Studentinnen Tübingens;[2];
- Maria;
- Elisabeth Wittenstein, geb. Vollmoeller;[3]   Ihr Bruder Hans Robert Vollmöller war Flugzeugpionier und Testpilot, der 1917 anlässlich eines Testflugs nahe Berlin ums Leben kam. Ihr Bruder Kurt Vollmöller war Schriftsteller und publizierte um 1930 Romane und mehrere Erzählungen.

### Jugend
Bis zu ihrem 10. Lebensjahr wurde Mathilde Vollmoeller, meist zusammen mit der etwas älteren Schwester Anna und dem zwei Jahre jüngeren Bruder Karl Gustav, privat unterrichtet. Fremdsprachiges Personal und die eigene Mutter sorgten dafür, dass sie u. a. fließend Englisch, Französisch und Italienisch sprach. Vollmoeller spielte Tennis, Badminton und Kricket sowie sehr gut Klavier. Zudem hatte sie Gesangs- und Tanzunterricht. Der spätere Maler und Dichter Karl Bauer unterrichtete sie und Karl Gustav vier Jahre lang im Zeichnen, Aquarellieren und Dichten. Auch Reiten und Autofahren beherrschte sie. Als ihre Mutter 1894 früh starb, übernahm Mathilde Vollmoeller, gerade 18 Jahre alt, die Führung des väterlichen Haushalts, zuerst gemeinsam mit Anna, später alleine.

### Künstlerische Entwicklung
Mathilde Vollmoeller unternahm literarische und musikalische Versuche. 1897 zog sie nach Berlin zu ihrem Bruder Karl Gustav, der dort studierte, und nahm Unterricht in Malerei bei Sabine Lepsius und Leo von König. Im November 1897, als Stefan George zum ersten Mal im Hause des Malerehepaares Sabine und Reinhold Lepsius in Berlin aus eigenen Werken las, lernten sich Rainer Maria Rilke und Mathilde Vollmoeller kennen.
Die aus 99 Briefen bestehende Korrespondenz zwischen Mathilde Vollmoeller und Rainer Maria Rilke, die mit ihrem Umzug nach Paris 1906 einsetzte und bis 1920 andauerte, wurde als Buch herausgegeben. Auch Max Liebermann und Lovis Corinth lernte sie kennen. 1904 hatte Mathilde Vollmoeller den Roman Liebesbriefe eines englischen Mädchens zusammen mit ihrem Bruder Karl Gustav ins Deutsche übersetzt, sie blieb jedoch ungenannt. Auslandsreisen, u. a. nach Rom und in die Niederlande, sorgten für neue Eindrücke.

### Malerin in Paris

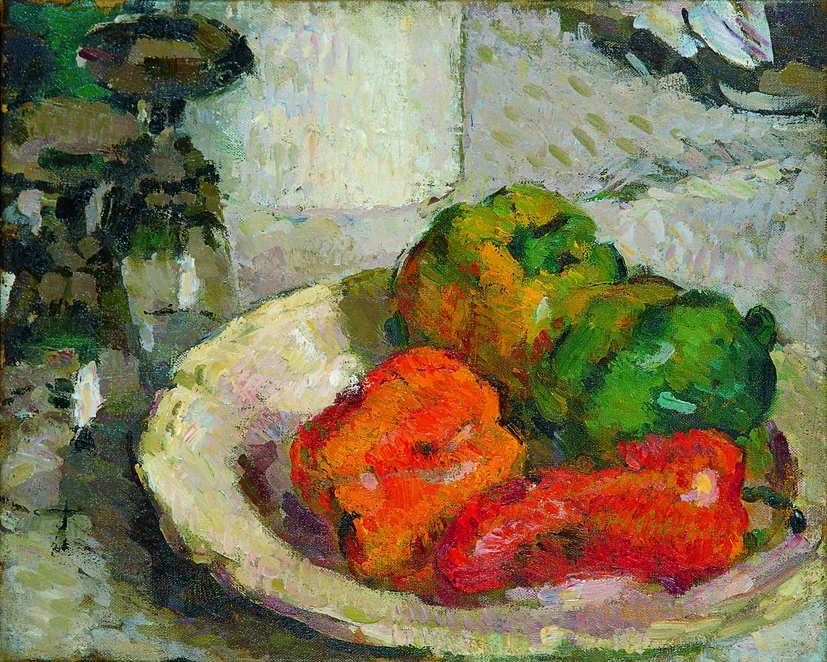
Stillleben mit Paprika, Paris um 1907

Im Jahr 1906 zog Mathilde Vollmoeller nach Paris, mietete dort, unterstützt vom Vater, ein Atelier und setzte ihre Studien fort. Ihre Absicht war, sich die berufliche Existenz einer selbstständigen Malerin aufzubauen, was für Frauen in der Kunst zu dieser Zeit schwierig war. 1907 zeigte sie ihre Werke in ihrer ersten Ausstellung. Mehrfach stellte sie mit großem Erfolg im Salon d’Automne und im Salon des Indépendants im Grand Palais in Paris aus. Ab 1908 besuchte sie die „Académie Matisse“. Angesehen war Mathilde Vollmoeller unter den deutschen und französischen Künstlern auch wegen ihrer Sprachkompetenz und ihres vermittelnden Wesens. Im März 1911 wurde sie nach Stuttgart zurückgerufen, um ihren schwerkranken Vater bis zu dessen Tod im Oktober 1911 zu pflegen.

### Einfluss auf Rilke
Als Rilke im Mai 1907 nach Paris reiste, trat die große Cézanne-Ausstellung im Salon d’Automne in den Mittelpunkt des gemeinsamen Interesses von ihm und Mathilde Vollmoeller. Im Oktober sahen sich die beiden fast täglich bei den Bildern des Malers. In dieser Zeit schrieb Rilke sieben große Briefe über Cézanne an seine Frau Clara, in der er auch rühmt, wie sehr die Freundin Mathilde Vollmoeller ihn lehrte zu sehen. In dieser Zeit überließ Mathilde Vollmoeller Rilke für einige Tage eine Mappe mit Reproduktionen von Vincent van Gogh, die sie aus Amsterdam mitgebracht hatte. Auch diese Werke brachte sie ihm näher, wobei er in seinem Brief an Clara Rilke vom 2. Oktober 1907 zugleich verdeutlichte, wie wohltuend der Umgang mit Mathilde Vollmoeller für ihn sei.

### Heirat mit dem Maler Hans Purrmann

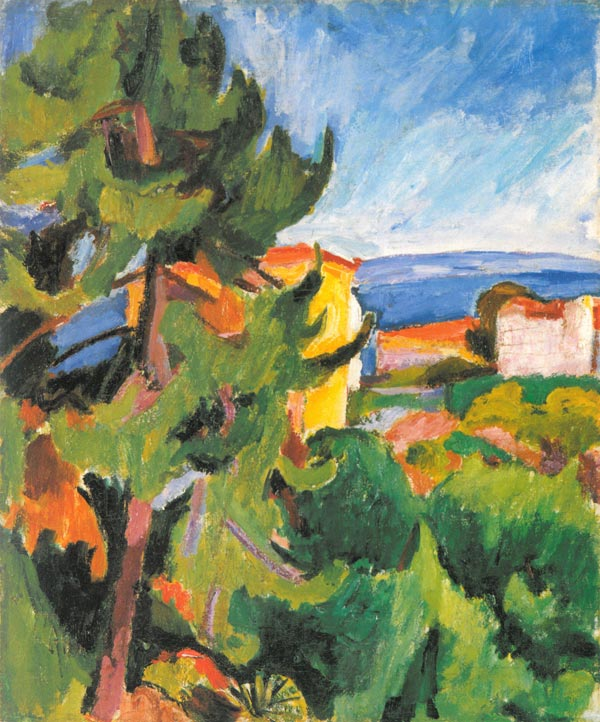
Blick auf gelbes Haus, Collioure 1908/1909

In Paris lernte Mathilde Vollmoeller im Jahre 1908 den vier Jahre jüngeren Maler Hans Purrmann kennen; sie übte künstlerisch großen Einfluss auf ihn aus. Am 13. Januar 1912, nachdem er lange um sie geworben hatte, heirateten sie in Stuttgart. Die beiden hatten drei Kinder (Christine, * 1912; Robert, * 1914; Regina, * 1916), deren Erziehung sie sich widmete. Gleichwohl war Mathilde Vollmoeller-Purrmann in jeder freien Minute künstlerisch tätig, vor allem während ihrer Reisen. In dieser Zeit bevorzugte sie statt der Ölmalerei die schwierigere Technik des Aquarells.

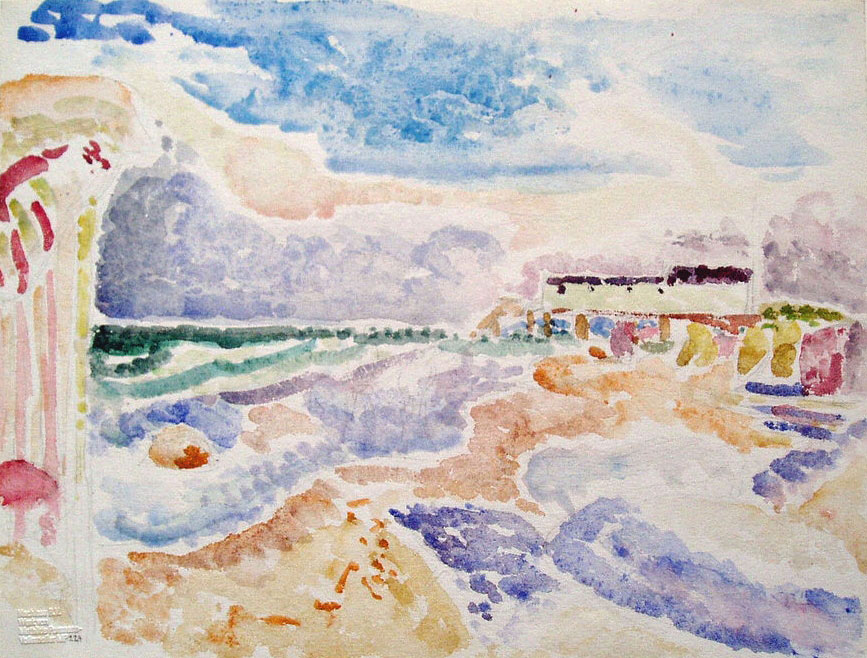
Ostseestrand Bansin, Aquarell, 1916

Nach der Hochzeitsreise nach Florenz und Korsika lebte die Familie Purrmann in Paris. Der Ausbruch des Ersten Weltkrieges verhinderte ihre Rückkehr aus dem Sommerurlaub in Beilstein nach Paris, die dortige Wohnung samt Inhalt wird beschlagnahmt. Daher lebte die Familie von 1914 bis 1916 zusammen mit Mathilde Vollmoeller-Purrmanns Schwestern Anna und Elisabeth und deren Familien im von deren Vater Robert Vollmöller erbauten Unteren Schloss. 1915 zog Hans Purrmann nach Berlin, seine Familie folgte ihm 1916. 1919 erwarben sie in Langenargen am Bodensee ein Fischerhaus, in dem sie die Sommer verbrachten. Hans Purrmann zog es nach Italien; dorthin führten ihn mehrere Reisen. Von 1923 bis 1928 lebte die Familie in Rom und verbrachte nur die Sommermonate am Bodensee.
Nach der „Machtergreifung“ Adolf Hitlers wurde Hans Purrmanns Kunst als „entartet“ geächtet mit der Begründung, er sei ein „Französling“.

### Gemeinsame Fluchthilfe für Thomas Theodor Heine
Thomas Theodor Heine, der Mitherausgeber des Simplicissimus, hatte schon früh den Zorn der Nationalsozialisten auf sich gezogen. 1933 stand er deshalb auf den Verhaftungslisten der Gestapo. Heine floh von München nach Berlin, wo ihn die Familie Purrmann einige Wochen in ihrer Wohnung versteckte. In dieser Zeit verstarb ein entfernter Verwandter Mathilde Vollmoeller-Purrmanns in Graz. Sie reiste dorthin und brachte dessen Reisepass mit. Hans Purrmann präparierte diesen dann so, dass Heine damit nach Prag ausreisen konnte.
Im Jahr 1935 nahmen sie zusammen mit einigen Malerfreunden an der von der Gestapo überwachten Beerdigung Max Liebermanns teil.

### Exil in Florenz
Nach 1935 ging das Ehepaar ins Exil nach Italien. Freunde verhalfen Hans Purrmann zur Stelle des ehrenamtlichen, vor Ort wohnenden Verwalters der Villa Romana in Florenz. Er baute sie mit tatkräftiger Mithilfe seiner Frau wieder auf. Dort trafen sich zahlreiche Künstler und Kunstinteressierte, die das nationalsozialistische Deutschland verlassen hatten, darunter Monika Mann, Kasimir Edschmid, Toni Stadler, Werner Gilles und Eduard Bargheer. Den Purrmanns gelang es dank der Hilfe des Vorstandes der Villa (Präsident war Carl Goerdeler), in Florenz bis 1943 eine freie Insel der Kunst zu unterhalten.

### Tod
Mathilde Vollmoeller-Purrmann starb am 16. Juli 1943 nach langer Krankheit in München an Krebs. Sie wurde in Langenargen beigesetzt. Ihr Tod führte ihren hinterbliebenen Mann in eine tiefe Krise.

## Wiederentdeckung
Wie die meisten erfolgreichen Künstlerinnen dieser Zeit, etwa Paula Modersohn-Becker und Clara Rilke-Westhoff, wurde sie von den Kunsthistorikern übergangen oder stiefmütterlich behandelt.
Ihr erhaltenes Werk, das aus ca. 360 Ölgemälden und Aquarellen besteht, wurde im Jahr 1999 in ihrem Nachlass wiederentdeckt und durch mehrere Ausstellungen der Öffentlichkeit bekannt gemacht. Das Purrmann-Haus in Speyer zeigt in einer Dauerausstellung einen repräsentativen Ausschnitt ihres Werkes. Erhalten sind darüber hinaus im Besitz ihrer Tochter Regina Purrmann ca. 2500 Briefe und andere Dokumente.

## Ausstellungen (Auswahl)
- 2001: Mathilde Vollmoeller-Purrmann (1876–1943) – Lebensbilder einer Malerin. Städtische Galerie Speyer
- 2010: Mathilde Vollmoeller-Purrmann (1876–1943). Berlin – Paris – Berlin. Kunstforum der Berliner Volksbank, Berlin
- 2011: Mathilde Vollmoeller-Purrmann. Fest der Farben. Paula Modersohn-Becker Museum, Bremen
- 2012: „Ein famoses Talent“: Mathilde Vollmoeller-Purrmann. Edwin Scharff Museum, Neu-Ulm
- 2015/16: Die Malweiber von Paris. Edwin Scharff Museum, Neu-Ulm; anschließend Kunsthalle Jesuitenkirche, Aschaffenburg, 20. Februar bis 29. Mai 2016